# Stephen Roche
Stephen Roche (Dundrum, Dublin, 28 de novembro de 1959) é um ex-ciclista profissional irlandês que competia em provas de ciclismo de estrada. Sua carreira profissional durou treze anos e teve seu ápice em 1987, quando tornou-se o segundo ciclista a conseguir a Tripla Coroa do Ciclismo, vencendo neste ano o Tour de France, o Giro d'Italia e o Campeonato Mundial. A ascensão profissional de Roche coincidiu com a do seu compatriota Sean Kelly, embora os dois nunca tenham competido pela mesma equipe.
Embora fosse um dos melhores ciclistas da sua geração, além de admirado pelo seu estilo ao pedalar, ele sofreu com diversas contusões no joelho que não lhe permitiram disputar os Grand Tours com reais chances de vitória após 1987.
Ele é pai do também ciclista Nicolas Roche e obteve 58 vitórias como profissional.